# Очак, Иван
Иван Очак (хорв. Ivan Očak; 2 января 1920, Врдник — 24 марта 1994, Загреб) — хорватский и советский историк-славист. Участвовал в Народно-освободительной войне в Югославии с 1941 года. В октябре 1945 года отправлен на лечение в Москву, где жил до 1973 года. В 1949—1951 годах учился в Высшей партийной школе, затем в Московском государственном университете имени М.В. Ломоносова (МГУ), который окончил с отличием в 1953 году. После учебы в  аспирантуре при кафедре истории южных и западных славян, работал преподавателем и профессором МГУ. В 1971 году защитил диссертацию на тему «Борьба югославских интернационалистов за идеи Октября в Югославии 1918—1921 годов» и получил ученую степень доктора исторических наук. Автор многочисленных научных публикаций.

## Биография
Иван Очак родился во Врднике в 1920 году. Он пошёл в начальную школу в родном селе, но закончил обучение уже в Загребе. Там же он окончил среднюю профессионально-техническую школу и два класса Торговой академии.
В 1941 году вступил в партизанское движение. После ранения в 1943 году его отправили на лечение в Москву, где в 1953 году он окончил исторический факультет Государственного университета имени Ломоносова и до 1972 года работал преподавателем на кафедре истории южных и западных славян. Степень кандидата исторических наук он получил в 1971 году, защитив диссертацию «Борьба югославских интернационалистов за идеи Октября в Югославии 1918—1921 годов». После публикации результатов своих архивных исследований и контактов с выжившими свидетелями о судьбах пропавших без вести в сталинских чистках, он был арестован в Москве 21 сентября 1972 года, несколько раз допрошен и в октябре того же года объявлен нежелательным лицом. Вернувшись в Хорватию в сентябре 1973 года, он занялся журналистской и научной работой. С 1980 по 1991 год работал научным руководителем Института истории Хорватии на философском факультете в Загребе. С 1988 по 1994 год преподавал архивное дело на кафедре информатики. В своих исторических работах он преимущественно занимался отношениями России и южнославянских народов во второй половине XIX — начале XX века. Он изучал судьбы выходцев из бывшей Югославии, участвовавших в Октябрьской революции 1917 года. В серии дебатов и монографий он писал о выдающихся представителях рабочего и коммунистического движений и их политической деятельности, таких как Рада Кончар (1976), Владимир Чопич (1980), Мирослав Крлежа (1982), Павел Грегорич (1982), Степан и Жура Цвиич (1982), Милан Горкич - Йосип Чижинска (1988).

## Работы
За период пребывания в СССР Очак опубликовал порядка 80 статей и две книги. Сокращённый перечень его работ включает: 
- Боевое содружество, М.: Академия наук СССР, 1964[5]
- Данило Сердич - красный командир, М.: Издательство политической литературы, 1964[5]
- Югославянские интернационалисты в борьбе за победу советской власти в России : (1917-1921 годы), М.: Московский университет 1966За двадцать с лишним лет, проведенных в Советском Союзе, Очак опубликовал порядка восьмидесяти статей, но всего две книги, из которых
- Югославянские коммунистические группы РКП(б) в 1918 г[5].
- Jugosloveni u Oktobru, Narodna knjiga, Beograd, 1967[5].
- O Jugoslavenima u bjelogardejskim jedinicama u Rusiji za vrijeme građanskog rata: (1918-1920), Institut za historiju radničkog pokreta Hrvatske, Zagreb, 1974.
- U borbi za ideje Oktobra: jugoslavenski povratnici iz sovjetske Rusije: (1918–1921), Stvarnost, Zagreb, 1976.
- Končar: sekretar partije, Alfa, Zagreb, 1976. (suautor Jovo Popović)
- Barabaš, Kajkavsko spravišče, Zagreb, 1978.
- Jugoslavenski oktobarci: likovi i sudbine, Školska knjiga, Zagreb, 1979.
- Vojnik revolucije: život i rad Vladimira Ćopića, Spektar, Zagreb, 1980.
- Tito-Krleža, prijeratni susreti, Kajkavsko spravišče, Zagreb 1981.
- Braća Cvijići, Spektar-Globus, Zagreb, 1982.
- Krleža-Partija: (Miroslav Krleža u radničkom i komunističkom pokretu 1917-1941), Spektar, Zagreb, 1982.
- Pavle Gregorić-Brzi: građa za biografiju, Nacionalna i sveučilišna biblioteka, Zagreb, 1982.
- Jugoslavenski emigranti iz Amerike u Sovjetskom Savezu: (između dva rata), Spektar, Zagreb, 1985.
- Gorkić: život, rad i pogibija, Globus, Zagreb, 1988.
- Afera Diamantstein: prvi antikomunistički proces u Kraljevstvu Srba, Hrvata i Slovenaca (1919), Naprijed, Zagreb, 1988.
- Hrvatsko-ruske veze: druga polovica XIX. i početak XX. stoljeća, Hrvatska sveučilišna naklada, Zagreb, 1993.